# Нгава (острів)
Нгава — один із Рифових островів, розташований у провінції Темоту незалежної держави Соломонових Островів.

## Археологія
У 1971 році на острові проводилися археологічні розкопки гончарних місць.